# クロスプレーン

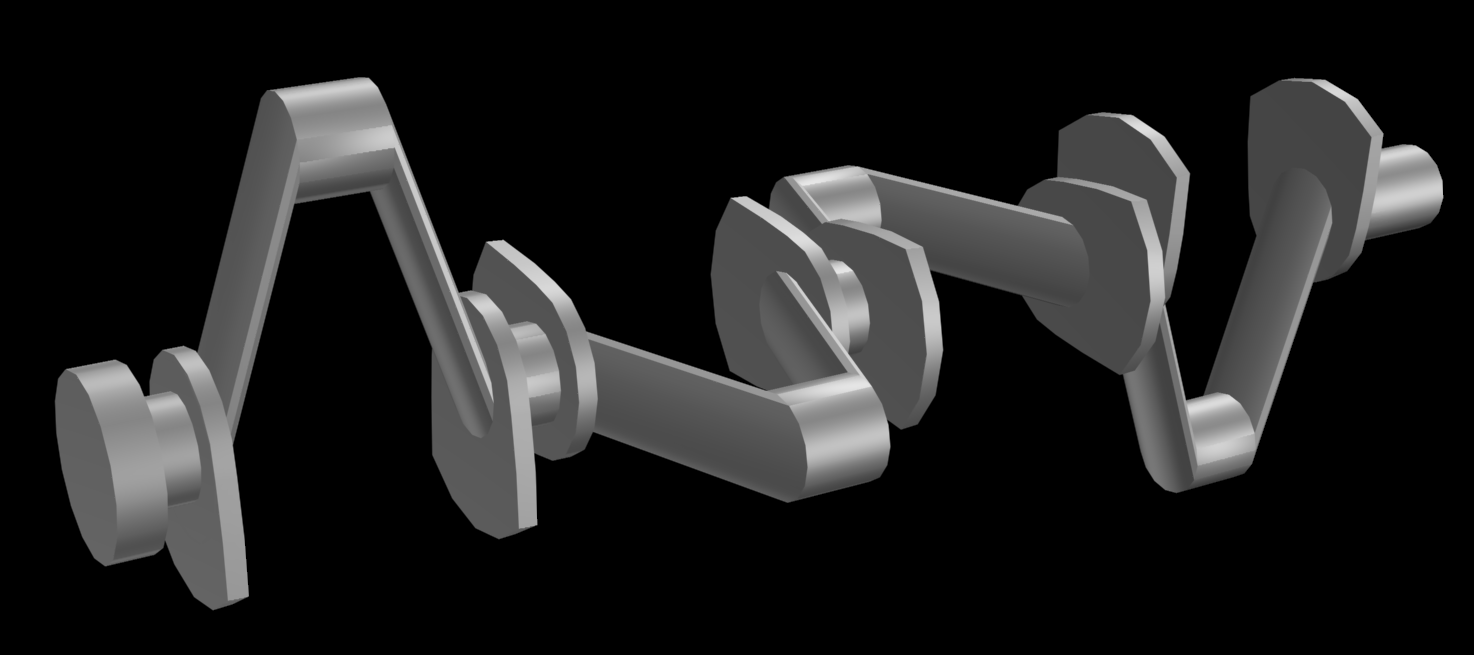
クロスプレーン式クランクシャフトの3Dモデル。

クロスプレーン (Crossplane)とは、主にオットーサイクルの90度V型8気筒エンジンに用いられるクランクシャフトの構造である。

## 概要
4気筒分のクランクピンが90度の位相で配置されている。4気筒の各クランクピンは180度位相の1番4番セットと、同様の2番3番セットが90度で交わっている。名称はこれを軸線方向に眺めた時、十字型 (クロス) をなすことに由来する。
気筒列の配置角（シリンダーバンク角）が90度のV型8気筒エンジンにクロスプレーンを用いるとエンジンの振動バランスに優れるため、一般的な乗用車用に適したエンジンとなる。その反面、重いカウンターウェイトが必要であり、回転慣性質量が大きく応答性が劣る。また片列を直列4気筒エンジンと仮定した場合、点火の位相は90度 - 270度 - 90度 - 270度となり、片列の排気をマニフォールドで束ねると、90度位相の排気が集合部分で干渉し、効率が低下する。ドロドロ (Burble) という特徴的な排気音はこのためである。排気干渉を避けるには左右気筒列で180度位相の各2気筒づつを束ねる必要があり、フォード・GTなど競技用車を除けば空間的制約からあまり実施例はない。
クロスプレーンは1915年にキャデラックとピアレス(en:Peerless)で考案された。それ以前のV型8気筒エンジンは全て工作が容易なフラットプレーンであった。キャデラックは1923年にクロスプレーンを量産車両に採用し、ピアレスも1924年から追随した。
クロスプレーン実用化以前のV型8気筒エンジンでは、大多数の直列4気筒エンジンや水平対向4気筒エンジンと同様にフラットプレーン (Flatplane) が用いられていた。これは全てのクランクピンが180度位相で配置されており、名称は軸線方向に眺めた時、クランクピンは一線 (フラット) をなすことに由来している。クロスプレーンと異なり、気筒配置角（バンク角）を90度とする積極的な理由がなく、あらゆる角度で利用される。フラットプレーンのV型8気筒エンジンは振動バランスは取れないが、カウンターウェイトが軽いため応答性に優れ、片バンクの直列4気筒は点火位相が180度等間隔となるため、それらをマニフォールドで束ねても排気干渉を起こさず、特に高回転域で澄んだ音を発する。乗用車用エンジンには振動低減のためバランスシャフトを備えるのが一般的であるが、レース用のフォード・DFVのように、振動の発生を度外視してでも応答性を最優先してフラットプレーンを採用したV型8気筒エンジンでは、バランスシャフトを持たない場合が多い。

## 直列4気筒のクロスプレーン
オートバイの直列4気筒エンジンにもクロスプレーンクランクシャフトが採用されている例がある。2009年のヤマハ・YZF-R1では、クロスプレーン式クランクシャフトが採用されたが、90度V型8気筒エンジンとは異なり偶力振動が発生するため、それを解消するためのバランサーシャフトを備えている。
この概念は2004年のMotoGP参戦車両ヤマハ・YZR-M1で初めて採用された。その後ヤマハ発動機の金属鍛造技術の進歩により、市販車両にレース技術が還元された一例である。
クロスプレーン式クランクシャフトは、一般的なシングルプレーンクランクシャフトに比べ最高出力においては不利とされるが、慣性トルクの影響が小さく、よりスロットル操作に直結したリニアな操作性が得られるためコーナリングからの立ち上がり加速において威力を発揮する。クロスプレーンクランクシャフトの直列4気筒エンジンは不等間隔燃焼となるため、いわゆるビッグバンエンジンの点火順序(en:big-bang firing order)によるトラクション性能向上の副次効果も得られる。
市販車両での採用例はヤマハの一部車種に限定されているが、MotoGPの参戦車両においてはヤマハ以外にも採用例があり、スズキ・GSX-RRにも同様のエンジンが採用されていると見られている。過去参戦していたカワサキもニンジャZX-RRにクランクピン配置は異なるが同様のコンセプトのクランクシャフトを採用していた。